# Monomorium australicum
Monomorium australicum är en myrart som beskrevs av Auguste-Henri Forel 1907. Monomorium australicum ingår i släktet Monomorium och familjen myror. Inga underarter finns listade i Catalogue of Life.